# Elezioni parlamentari in Corea del Nord del 1972
Le elezioni parlamentari in Corea del Nord del 1972 si tennero il 12 dicembre, insieme alle elezioni locali, per il rinnovo dell'Assemblea popolare suprema. Venne presentato un solo candidato in ciascuna circoscrizione, con tutti i candidati selezionati dal Partito del Lavoro di Corea, sebbene alcuni parteciparono sotto il simbolo di altri partiti o di altre organizzazioni statali per dare un'apparenza di democrazia.
L'affluenza alle urne dichiarata fu del 100%, con il 100% dei voti a favore dei candidati presentati.
Nella prima sessione, tra il 25 e il 28 dicembre 1972, l'Assemblea approvò una nuova costituzione, istituì un sistema presidenziale, con Kim Il-sung eletto presidente. Gli argomenti principali erano "L'adozione della costruzione socialista e del sistema presidenziale" e "Rafforziamo ulteriormente il sistema socialista del nostro paese".

## Risultati
| Coalizione                                            | Liste  | Liste                        | Voti | %   | Seggi |
| ----------------------------------------------------- | ------ | ---------------------------- | ---- | --- | ----- |
| Fronte Democratico per la Riunificazione della Patria |        | Partito del Lavoro di Corea  |      | 100 | 127   |
| Fronte Democratico per la Riunificazione della Patria |        | Chongryon                    |      | 100 | 7     |
| Fronte Democratico per la Riunificazione della Patria |        | Partito Chondoista Chongu    |      | 100 | 4     |
| Fronte Democratico per la Riunificazione della Patria |        | Partito Democratico di Corea |      | 100 | 1     |
| Fronte Democratico per la Riunificazione della Patria |        | Alleanza Buddhista           |      | 100 | 1     |
| Fronte Democratico per la Riunificazione della Patria |        | Altri                        |      | 100 | 401   |
| Totale                                                | Totale | Totale                       |      | 100 | 541   |
| Fonte:                                                |        |                              |      |     |       |